# Pseudolamproglena simplex
Pseudolamproglena simplex is een eenoogkreeftjessoort uit de familie van de Lernaeidae. De wetenschappelijke naam van de soort is voor het eerst geldig gepubliceerd in 1976 door Boxshall.